# Igor Tyczka
Igor Tyczka, né le 2 mai 1938 à Héricourt et mort le 25 novembre 2014 à Argentan, est un acteur français, sociétaire de la Comédie-Française entre 1995 et 2007.

## Théâtre

### Hors Comédie-Française
- 1967 : Le Revizor de Nicolas Gogol, mise en scène Edmond Tamiz, Comédie de Saint-Étienne Théâtre de l'Est parisien
- 1968 : Le Dragon d'Evgueni Schwarz, mise en scène Antoine Vitez, Comédie de Saint-Étienne, Maison de la Culture de Grenoble, Maison de la Culture de Bourges
- 1969 : Le Brave Soldat Sveik d’après le roman de Jaroslav Hašek, mise en scène José Valverde, Théâtre Hébertot
- 1971 : On ne badine pas avec l'amour d'Alfred de Musset, mise en scène Pierre Della Torre, Théâtre de Saint-Maur-des-Fossés
- 1974 : L'Abîme d'Alexandre Ostrovski, mise en scène Yvon Davis, Théâtre de Gennevilliers
- 1975 : Le Précepteur de Jakob Michael Reinhold Lenz, mise en scène Bernard Sobel, Théâtre de Gennevilliers
- 1975 : Marie d'Isaac Babel, mise en scène Bernard Sobel, Théâtre de Gennevilliers
- 1975 : Le Pavillon au bord de la rivière de Kuan Han Chin, mise en scène Bernard Sobel, Festival d'Avignon
- 1982 : Propos de petit déjeuner à Miami de Reinhard Lettau, mise en scène Gabriel Garran, Théâtre de la Commune
- 1982 : Les Rustres de Carlo Goldoni, mise en scène Claude Santelli, Eldorado
- 1983 : Les affaires sont les affaires d'Octave Mirbeau, mise en scène Pierre Dux, Théâtre Renaud-Barrault
- 1986 : Le Résident de Sławomir Mrożek, mise en scène Georges Werler, Théâtre des Mathurins
- 1991 : Dibouk ! de Salomon Ansky, mise en scène Patrice Caurier, Moshe Leiser, MC93 Bobigny

### Comédie-Française
- Entrée à la Comédie-Française le 1er octobre 1991
- Sociétaire le 1er janvier 1995
- 492e sociétaire
- Départ en 2007
- 1992 : Caligula d'Albert Camus, mise en scène Youssef Chahine, Salle Richelieu
- 1992 : Antigone de Sophocle, mise en scène Otomar Krejča, Salle Richelieu
- 1993 : L'Impromptu de Versailles et Les Précieuses ridicules de Molière, mise en scène Jean-Luc Boutté, Salle Richelieu
- 1993 : Les Amants puérils de Fernand Crommelynck, mise en scène Muriel Mayette, Théâtre du Vieux-Colombier
- 1994 : Le Prince de Hombourg de Heinrich von Kleist, mise en scène Alexander Lang, Théâtre Mogador, Salle Richelieu
- 1995 : Le Prince de Hombourg de Heinrich von Kleist, mise en scène Alexander Lang, Salle Richelieu
- 1995 : Occupe-toi d'Amélie de Georges Feydeau, mise en scène Roger Planchon, Salle Richelieu
- 1998 : Le Glossaire de Max Rouquette, mise en scène Vincent Boussard, Studio-Théâtre
- 1998 : Mère Courage et ses enfants de Bertolt Brecht, mise en scène Jorge Lavelli, Salle Richelieu
- 2000 : Amorphe d'Ottenburg de Jean-Claude Grumberg, mise en scène Jean-Michel Ribes, Salle Richelieu
- 2000 : Le mal court de Jacques Audiberti, mise en scène Andrzej Seweryn, Théâtre du Vieux-Colombier
- 2001 : Le Mariage de Witold Gombrowicz, mise en scène Jacques Rosner
- 2002 : Dom Juan de Molière, mise en scène Jacques Lassalle
- 2002 : Le Dindon de Georges Feydeau, mise en scène Lukas Hemleb
- 2003 : Monsieur de Pourceaugnac de Molière, mise en scène Philippe Adrien, Théâtre du Vieux-Colombier
- 2004 : Le Conte d'hiver de William Shakespeare, mise en scène Muriel Mayette, Studio-Théâtre
- 2004 : Le Mystère de la rue Rousselet d'Eugène Labiche, mise en scène Thierry de Peretti, Théâtre du Vieux-Colombier
- 2004 : Platonov d'Anton Tchekhov, mise en scène Jacques Lassalle
- 2005 : Le Tartuffe ou l'Imposteur de Molière, mise en scène Marcel Bozonnet
- 2006 : Tête d'or de Paul Claudel, mise en scène Anne Delbée, Théâtre du Vieux-Colombier
- 2007 : Sur la grand-route d'Anton Tchekhov, mise en scène Guillaume Gallienne, Studio-Théâtre
- 2007 : Les Temps difficiles d'Édouard Bourdet, mise en scène Jean-Claude Berutti, Théâtre du Vieux-Colombier

## Filmographie
- 1976 : Messieurs les jurés : L'Affaire Jasseron d'André Michel
- 1978 : Les Amours sous la Révolution : Les Amants de Thermidor de Jean-Paul Carrère